# Muna (película)
Muna es una película de acción y crimen nigeriano-estadounidense de 2019 producida y dirigida por Kevin Nwankwor. Está protagonizada por Adesua Etomi. Fue rodada en Nigeria y Estados Unidos. El elenco está conformado por actores de Nollywood y Hollywood. Se estrenó el 13 de diciembre de 2019 en Nigeria, Liberia y Ghana. Recibió críticas positivas y una buena respuesta en taquilla. Fue considerada una de las películas más esperadas antes de su lanzamiento.

## Sinopsis
Muna es una enérgica chica criada por su abuela, su única familia. El deseo de Muna es tener una vida mejor tanto para ella como para su abuela en la tierra de la leche y la miel.

## Elenco
- Adesua Etomi como Muna
- Adam Huss como Tony
- Massi Furlan como Adrian
- Cesar D 'La Torre como Alberto
- Myles Cranford como Daniel
- Robert Miano como Luca
- Falz como él mismo (cameo)
- Ebele Okaro
- Onyeka Onwenu
- Sharon Ifedi
- Michael Cavalieri como Varrick
- Jonny Williams
- Mayling Ng como Brunildaa
- Camille Winbush como Mindy
- Steve Wilder como el detective Oswald

## Producción
Las imágenes de Adesua Etomi-Wellington que retratan al personaje de Muna practicando artes marciales se volvieron virales en la página de su cuenta de Instagram en julio de 2017. Partes de la película se rodaron principalmente en California y Los Ángeles. El rodaje concluyó en marzo de 2017. Sin embargo, el estreno de la película se retrasó dos años, siendo finalmente estrenada el 13 de diciembre de 2019. El avance oficial se publicó el 3 de junio de 2019.

## Taquilla
En sus primeros dos días recaudó 10,9 millones de nairas. En total recaudó ₦ 30,4 millones en taquilla.